# Jo Vandeurzen
Johan Maria Gerardus Vandeurzen, detto Jo (Heusden-Zolder, 2 giugno 1958), è un politico belga, membro dei Cristiano-Democratici e Fiamminghi.
Presidente della CD&V succeduto a Yves Leterme nel 2004, nel 2007 entrerà nella squadra di governo di quest'ultimo (Governo Leterme I) come ministro della giustizia e delle riforme istituzionali incarico che terminerà il 22 dicembre 2008.
Negli anni precedenti all'attività di partito e di governo è stato deputato federale e più volte deputato fiammingo.

## Biografia

### Studi e lavoro
Vandeurzen è laureato in giurisprudenza presso la Katholieke Universiteit Leuven e lavora come avvocato-associato presso l'associazione Geyskens-Vandeurzen a Beringen.

### Carriera politica
Jo Vandeurzen è entrato a far parte della Camera dei Rappresentanti nel gennaio 1993 seguendo il suo compagno di città Luc Dhoore che si ritirò. Entrò alla Camera dei Deputati come specialista in sanità pubblica e giustizia, compresa la sua opposizione alla rapida Belgwet (per la mancanza di integrazione come prerequisito) e contro la politica di tolleranza delle droghe leggere. Nel periodo del gennaio 1993 - maggio 1995, a seguito del doppio mandato già esistente, ebbe anche carica presso il Consiglio fiammingo. Il Consiglio fiammingo è stato il successore del Consiglio culturale per la comunità culturale olandese, stabilito il 7 dicembre 1971, ed è stato il precursore dell'attuale Parlamento fiammingo.
Nel 2001 diviene Segretario Generale del nuovo CD&V. Sotto la presidenza di Stefaan De Clerck e Yves Leterme svolge una profonda professionalizzazione del partito. Nel 2004 è diventato presidente del CD&V. Ha guidato il suo partito alla vittoria alle elezioni provinciali e comunali dell'8 ottobre 2006 e alle elezioni federali del 10 giugno 2007.
Il 7 novembre 2007 ha portato il controverso disegno di legge sulla separazione del distretto elettorale di Bruxelles-Halle-Vilvoorde di voto (passato a votazione), dove gli abitanti di lingua francese nel Brabante Fiammingo non possono votare nelle liste elettorali della Regione di Bruxelles Capitale. L'11 novembre 2007, il presidente del CD&V ha dichiarato che c'era un progetto costruttivo per una revisione del piano prima che l'intesa fosse entrata in un governo. Se i francesi non vogliono entrare in quella logica, ha detto che era un grosso problema. Per il presidente del CD&V, il voto BHV nel comitato della Camera è stato un segnale per gli oratori francesi. Il 21 dicembre 2007 Vandeurzen è diventato ministro della giustizia nel governo Verhofstadt III.
Ha continuato a occupare questa posizione nel governo Leterme I. In quel periodo è stato anche vice primo ministro. Alla fine del dicembre 2008 si è dimesso in seguito alla vicenda Fortis: il presidente della Corte di Cassazione, Ghislain Londers, ha avuto così una parvenza di influenza nel trattamento sui casi di azionisti della Fortis Bank dalla Società federale delle partecipazioni e degli investimenti. Il 20 dicembre si è reso chiaro che re Alberto II ha considerato le dimissioni del ministro della giustizia. Il 22 dicembre il re accettò le dimissioni del governo.
Nelle elezioni fiamminghe del 7 giugno 2009 ha guidato il CD&V del Limburgo a una vittoria elettorale con un punteggio personale di 69.223 voti di preferenza. Questo è stato visto come una ricompensa dopo le sue dimissioni come Ministro della Giustizia. Nel Limburgo è stato soprannominato da allora da Arme Joe a Super Joe. È rimasto rappresentante nazionale fiammingo fino al 12 luglio 2009, dopo di che diventa ministro fiammingo della sanità pubblica e della famiglia il 13 luglio 2009 del governo Peeters II. Ha ricoperto la funzione di ministro fiammingo del Welfare, della Sanità e della Famiglia nel governo Bourgeois dal 25 luglio 2014, dopo essere stato eletto rappresentante parlamentare fiammingo alle elezioni fiamminghe del 25 maggio 2014. Il 22 maggio 2013, Jo Vandeurzen è stato onorato nella sessione plenaria del Parlamento fiammingo per il suo mandato parlamentare di vent'anni.
Nel dicembre 2014 è diventato Comandante nell'Ordine di Leopoldo.
Nel gennaio 2015, ha lasciato il consiglio comunale di Genkese perché non ha più potuto combinare questo ufficio con il suo ministero per motivi pratici.